# Krummhörn
Krummhörn este o comună din landul Saxonia Inferioară, Germania.
1. ↑  Alle politisch selbständigen Gemeinden mit ausgewählten Merkmalen am 31.12.2018 (4. Quartal) (în germană), Statistisches Bundesamt[*], arhivat din original la 10 martie 2019, accesat în 10 martie 2019
2. ↑   https://www1.nls.niedersachsen.de/statistik/html/default.asp Lipsește sau este vid: |title= (ajutor)